# 杜德美
杜德美（法語：Pierre Jartoux，1669年8月7日—1720年11月30日），法国耶稣会传教士和数学家，地图测绘师。

## 生平
1669年8月7日生于法国普罗旺斯-阿尔卑斯-蓝色海岸大区上阿尔卑斯省加普区昂布兰。
1683年，加入法国阿维尼翁的耶稣会。
1701年（康熙四十年），来华传教。旋即进入北京从事历法革新工作 
1708年（康熙四十七年），数学才能很快凸显。奉康熙帝谕旨，协助耶稣会同仁雷孝思（法語：Jean-Baptiste Regis）、白晋（法語：Joachim Bouvet）测绘河北、辽东、满洲沿长城一带地图。因病被迫返回北京，为中国地图集做前期工作。有“热河地图”“河套地图”、“黑龙江流域地图”等地图作品。北方测量队测绘工作历时十年（1708-1718），覆盖3百万平方公里的土地面积。
作为数学家，他写过一些作品。著有《周径密率》及《求正弦正矢捷法》。
1720年11月30日逝世于北京。

## 人参
在辽东、满洲一带测绘地形时接触到人参。于1711年向耶稣会高层详细汇报他在中国10年经历，其中描述了中国东北数个品种人参的形态、生长环境与药用价值，并建议发掘、栽培这一有利可图的植物用于传教活动资金筹措。
虽然在欧洲中世纪，马可波罗在其游记里描写了这一植物，但欧洲人知之甚少。1713年，杜德美的报告出版，同年，设在伦敦的英国皇家学会翻译并出版了他的报告，英文名称 The Description of a Tartarian Plant, called Gin-seng, with an Account of its Virtues。
根据杜德美的描述，加拿大森林和高山地区酷似中国东北，在这里很有可能也能找到人参。在加拿大蒙特利尔的耶稣会同事约瑟夫-弗朗索瓦·拉菲托 （法語：Joseph-François Lafitau）于1716年春，以杜德美绘制的人参图样询问当地的易洛魁土著，得知这是易洛魁人常用的一种药材。更让拉菲托吃惊的是，易洛魁人称之为“garantoquen”，即“像人一样”（like a man），可谓与“人参”异曲同工。
1717年法国商人向加拿大土著购买的人参被运往中国，获得巨大利润。从1750年开始，美国北部也出产人参。美国商人后来居上，成为对华出口西洋参的主力。1774年2月22日，中华女皇号（the Empress of China）自纽约港出发，满载30吨采自阿巴拉契亚森林的野生人参，以及两万墨西哥银元驶向广州。1875年5月11日，中华女皇号顺利返回纽约，带回超过3万美金的利润（相当于如今100万美金）。自此人参与白银成为美国对华出口的两大主要商品。1904年，美国威斯康辛州大规模种植花旗参（植物学上与人参同属但不同种）。 

## 后世纪念
2020年11月30日，在杜德美逝世300周年纪念日，家乡昂布兰和加普教区在他就学的昂布兰耶稣会中学旧址前举行一个简朴的纪念铜牌揭幕仪式。

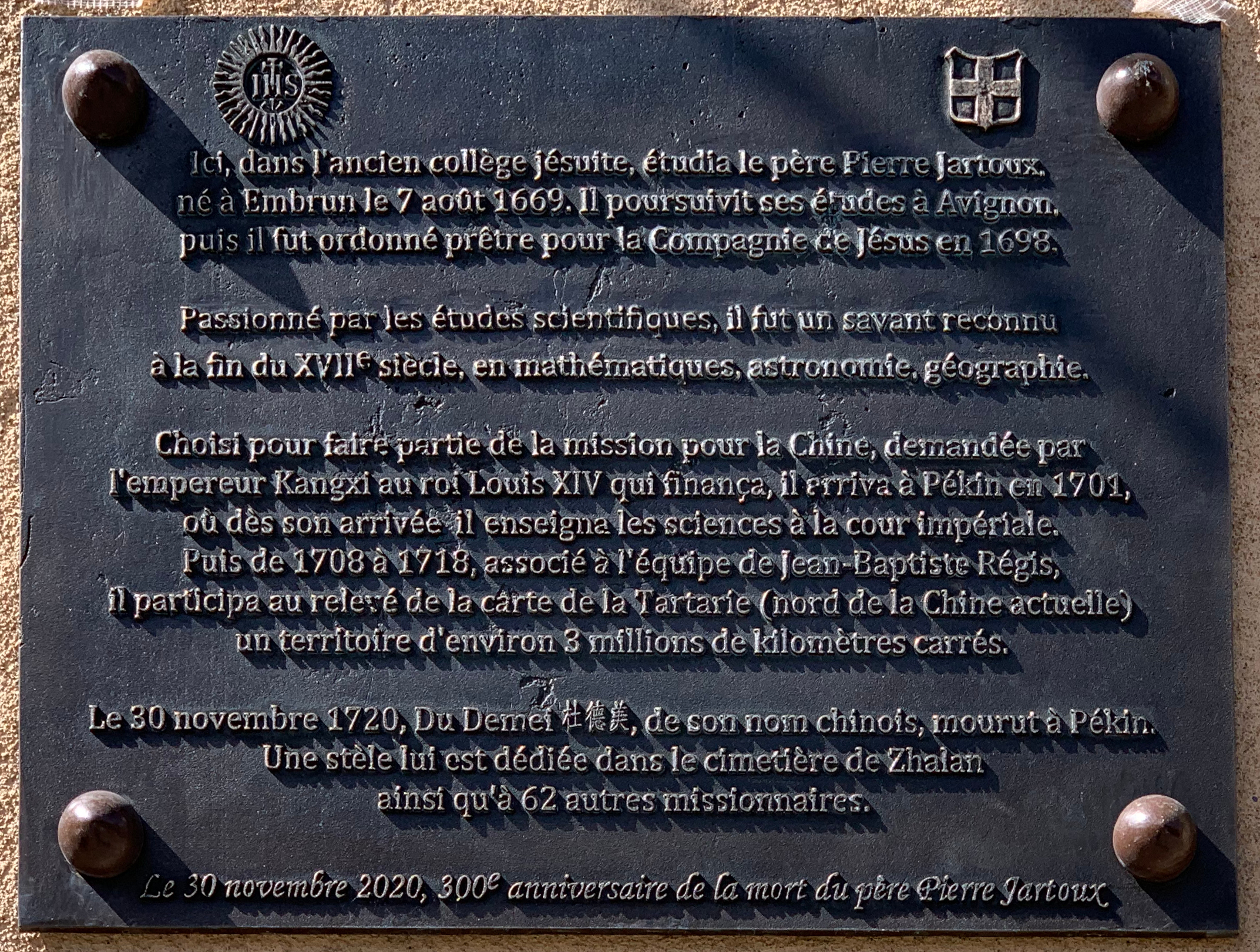
杜德美纪念牌